# Berejne, Sokal
Berejne (în ucraineană Бережне) este un sat în comuna Ostriv din raionul Sokal, regiunea Liov, Ucraina.

## Demografie
Componența lingvistică a localității Berejne
     Ucraineană (100%)
Conform recensământului din 2001, toată populația localității Berejne era vorbitoare de ucraineană (100%).